# Krajina

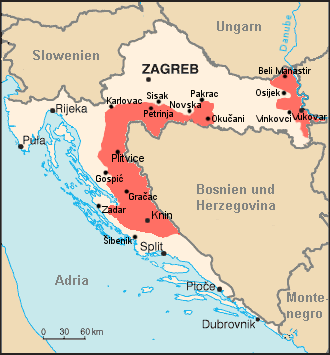
Republika Serbskiej Krajiny

Krajina – region na Półwyspie Bałkańskim, głównie na terytorium Chorwacji, przy granicy Bośni. Stanowi swoisty pomost między rolniczą północą a wybrzeżem Chorwacji – jest większą częścią tzw. Chorwacji Centralnej.
Kilkadziesiąt kilometrów na południe od Zagrzebia ukształtowanie terenu zmienia się wyraźnie – rozpoczynają się góry, ciągnące się stąd aż do samego Morza Adriatyckiego. Obszar na południe od Karlovaca jest rzadko zaludniony. Nie jest to teren rolniczy ani typowo przemysłowy. Nie ma tutaj znaczących ośrodków miejskich.
Zamieszkiwana w większości przez Serbów, stanowiła jeden z obszarów zapalnych współczesnego konfliktu bałkańskiego. Wiele miejscowości jest nadal zniszczonych po działaniach wojennych na jej terenie w latach 1991–1995.
Po ogłoszeniu przez Chorwację niepodległości 25 czerwca 1991 Serbowie ogłosili powstanie własnego państwa – Republiki Serbskiej Krajiny, jednak w wyniku przeprowadzonej w 1995 roku akcji „Oluja” wypędzonych zostało 200 tysięcy Serbów, za co odpowiedzialny jest chorwacki generał Ante Gotovina. W roku 1995, Krajina została zajęta przez wojska chorwackie. Republika znalazła się pod administracją ONZ. 7 lutego 1997 Krajina oficjalnie została na nowo włączona do Chorwacji. Oddziały ONZ zakończyły swoją misję 18 stycznia 1998.